# المنزلة (الدقهلية)
المنزلة مدينة بمحافظة الدقهلية في جمهورية مصر العربية وقاعدة مركز. تقع المدينة على البحر الصغير.

## التاريخ
مدينة المنزلة من النواحي القديمة، واسمها الرومي زندوكسو (Zenedoxou) والقبطي  Πίμανοζολί بيمنزوالي (pimendjoili)، وقد وردت باسم منزلة ابن حسون في أعمال الدقهلية في كتاب السلوك للمقريزي وذكرت في كتاب تاج العروس من جواهر القاموس في موضعين منزلة بنى حسون من المرتاحية ومنزلة القعقاع من الدقهلية، كما وردت باسم منيتي راضي وعصفور وتُعرف باسم المنزلة في أعمال الدقهلية ضمن قرى الروك الناصري التي أحصاها ابن الجيعان في كتاب «التحفة السنية بأسماء البلاد المصرية».
ذكر الرحالة التركي أوليا جلبي أن مدينة المنزلة حينما زارها، كانت تضم ألف دار وثمانية جوامع واثنين وستين مسجدًا ومدرسة واحدة وستة مكاتب وسبعة أسبلة وثمانية مقاهٍ ومئة وثمانين دكانًا. صدر قرار من وزارة الداخلية في 1929 بإنشاء مركز المنزلة وقاعدته هذه المدينة وجُعل في اختصاصه 43 قرية من قرى مركز دكرنس أما اليوم فيتبعها 35 قرية. ذكرت المدينة ضمن بلاد الدقهلية التي شارك أهلها في ثورة 1935 إذ خرج أهلها في مساء يوم 18 نوفمبر يتقدمهم العلماء ومشايخ الطرق ومعهم التجار.

## الآثار
المنزلة بها عدد كبير من المنازل التي تعود للعهد العثماني مثل منزل الشيخ عباس زين الدين والشيخ حسن زين الدين ومنزل الحاج شلبي طوبار، تمتاز هذه المنازل واجهاتها الخشبية التي لا يشابهها إلا واجهات مدينة رشيد. وأيضا توجد قبة الشيخ عنبر وهي قاعدة مربعة تعلوها رقبة مثمنة فوقها قبة من الآجر المزخرف ومثلها قبة أبو النصر.

## السكان
بلغ عدد سكان المدينة 130,091 نسمة في تقدير يوليو 2024 منهم 65,636 ذكر و64,455 أنثى.
| السنة | عدد السكان | السنة | عدد السكان |
| ----- | ---------- | ----- | ---------- |
| 1882  | 8447       | 1986  | 54,918     |
| 1897  | 10,412     | 1996  | 60,074     |
| 1927  | 15,614     | 2006  | 72,555     |
| 1947  | 20,634     | 2017  | 111,342    |
| 1960  | 29,415     | 2024  | 130,091    |
| 1976  | 43,789     |       |            |